# ادی جابسن
ادی جابسن (انگلیسی: Eddie Jobson؛ زادهٔ ۲۸ آوریل ۱۹۵۵) نوازندهٔ ویولن و کیبورد اهل بریتانیا است که در استفاده از سینتی‌سایزر تبحر دارد. او عضو چندین گروه مهم پراگرسیو راک مانند کِرود ایر (Curved Air)، یو. کِی. (U.K.)، راکسی میوزیک، جترو تال و (در برهه‌ای کوتاه) یس بوده است.